# 問題導向學習
問題導向學習（英文：Problem-based learning, PBL）是一種新的學習方式，透過簡單的生活實例，藉由小組討論，來達到自主學習的目的。問題導向學習與研究性学习稍有不同，目的不是解決問題，而是藉由理解問題來界定學習的需求，目前許多醫學院校的医学教育教改都朝著這個方向來進行。